# (36403) 2000 OW47
2000 OW47 (asteroide 36403) é um asteroide da cintura principal. Possui uma excentricidade de 0.26888410 e uma inclinação de 2.79625º.
Este asteroide foi descoberto no dia 31 de julho de 2000 por LINEAR em Socorro.